# Sepedon hispanica
Sepedon hispanica är en tvåvingeart som beskrevs av Friedrich Hermann Loew 1862. Sepedon hispanica ingår i släktet Sepedon och familjen kärrflugor.
Artens utbredningsområde är Spanien. Inga underarter finns listade i Catalogue of Life.